# О важности сохранения исторической памяти для будущего Европы

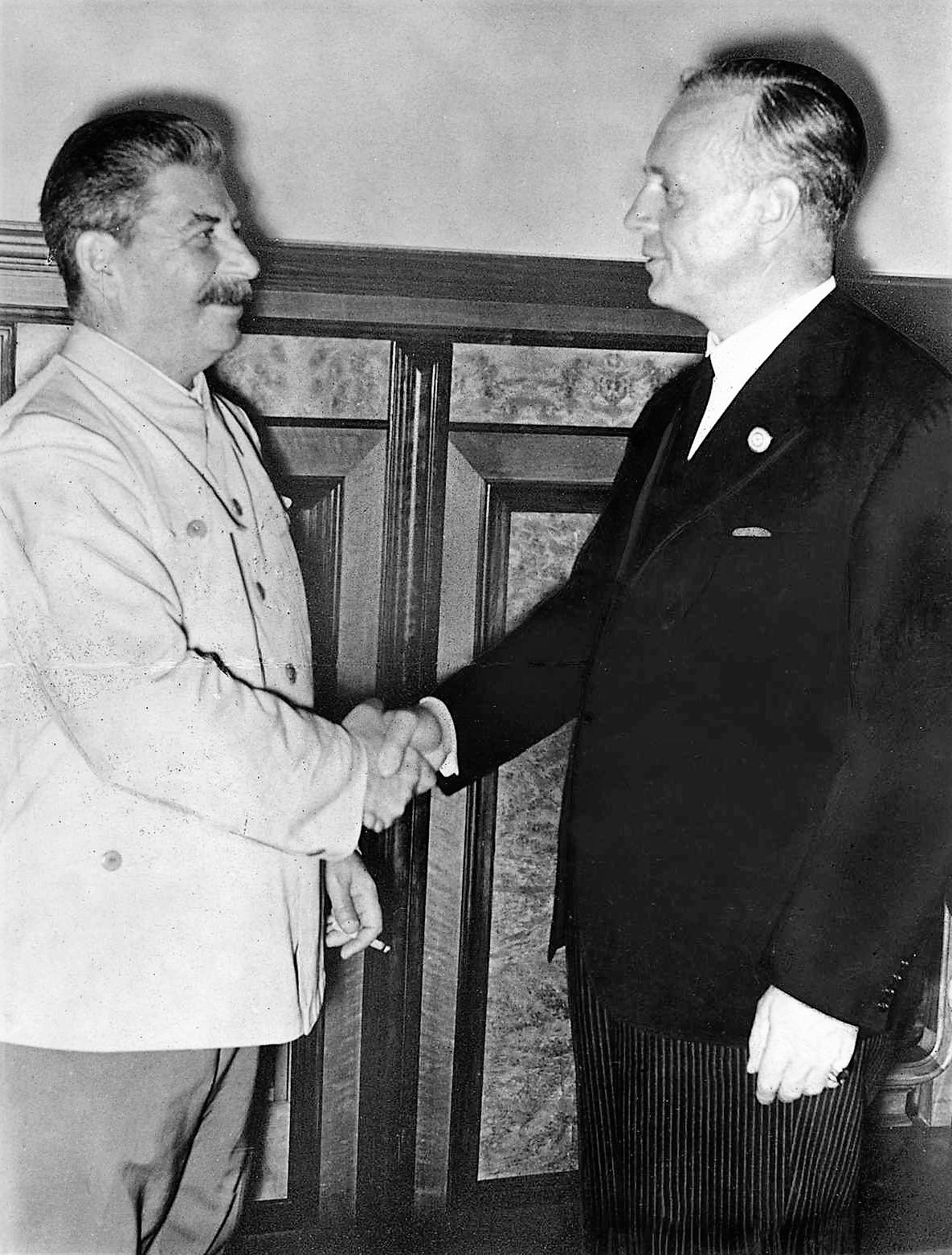
Сталин и Риббентроп в Кремле, Москва,
23 августа 1939

«О важности сохранения исторической памяти для будущего Европы» (англ. European Parliament resolution of 19 September 2019 on the importance of European remembrance for the future of Europe, за номером — 2019/2819RSP) — резолюция Европейского парламента от 19 сентября 2019 года, в которой высказано осуждение Договора о ненападении между Германией и Советским Союзом и Договора о дружбе и границе между СССР и Германией, которые, согласно резолюции, «поделили Европу и территории независимых государств между двумя тоталитарными режимами, что проложило дорогу к началу Второй мировой войны». За резолюцию проголосовали 535 евродепутатов, 66 проголосовали против и 52 воздержались.

## Инициатива принятия резолюции
Инициаторами принятия резолюции выступили польские евродепутаты из фракции «Европейские консерваторы и реформисты», в которую входит правящая партия Польши «Право и справедливость». Этому предшествовало выступление президента страны Анджея Дуды, который 6 сентября 2019 года в ходе мероприятий по случаю 80-летия начала Второй мировой войны резко осудил коммунистический тоталитаризм. Высказывалось мнение, что появление проекта резолюции было связано с подготовкой польской правящей партии к намеченным на 13 октября парламентским выборам.
В резолюции Европарламента, по оценке российского политолога Алексея Макаркина, нашла отражение мейнстримная западная трактовка истории XX века, которая заключается в том, что СССР был тоталитарным государством, а Сталин был почти столь же одиозным лидером, как и Гитлер. Подвиг советских солдат в рамках этой трактовки не отрицается, однако решающая роль СССР в войне не признаётся, что усугубляет крайне негативное отношение к сталинской политике «железного занавеса» и экспансии на территории соседних стран.

## Резолюция

### Юридические основания
В преамбуле резолюции содержатся отсылки к базовым документам о соблюдении прав человека, а также к следующим документам:
- Резолюция 1481 ПАСЕ от 26 января 2006 года, призывающая к осуждению преступлений тоталитарных коммунистических режимов;
- Пражская декларация о европейской совести и коммунизме от 3 июня 2008 года;
- Декларация Европарламента о провозглашении 23 августа Европейским днём памяти жертв сталинизма и нацизма, принятая 23 сентября 2008 года;
- Резолюция Европарламента от 2 апреля 2009 года о европейской совести и тоталитаризме;
- Доклад Еврокомиссии от 22 декабря 2010 года о преступлениях тоталитарных режимов в Европе;
- Заключение Совета ЕС от 9-10 июня 2011 года, Варшавская декларация от 23 августа 2011 года и Совместное заявление представителей правительств государств-членов ЕС от 23 августа 2018 года, касающиеся памяти жертв тоталитарных и коммунистических режимов в Европе;
- резолюции и декларации национальных парламентов о преступлениях тоталитарных коммунистических режимов.

### Временной контекст
Резолюция Европарламента была приурочена к 80-летию начала Второй мировой войны, а также к 80-летию заключения Договора о ненападении между Германией и Советским Союзом и секретного протокола к нему. Как заявлено в декларации, прямым следствием этого договора явилось вторжение Гитлера в Польшу, за которым последовало вторжение Красной армии и подписание Договора о дружбе и границе между СССР и Германией. Нападение «лишило Польшу независимости и стало беспрецедентной трагедией для польского народа». 30 ноября СССР развязал «агрессивную войну против Финляндии», в июне 1940 года «оккупировал и аннексировал часть территории Румынии и аннексировал независимые республики — Литву, Латвию и Эстонию». После краха нацистского режима и окончания Второй мировой войны в ряде европейских стран, как указывается в документе, были установлены «диктаторские режимы при прямой советской оккупации или под давлением СССР, в результате чего эти страны на полвека были лишены свободы, суверенитета, достоинства, прав человека и социально-экономического развития».
Напоминая о том, что преступления нацизма были осуждены Нюрнбергским трибуналом, авторы резолюции призывают к моральной оценке и правовому расследованию преступлений сталинизма и других диктаторских режимов, отмечая, что в ряде стран ЕС коммунистическая идеология запрещена так же, как и нацистская. Как говорится в резолюции, присоединение к Евросоюзу в 2004 году стран, «пострадавших от советской оккупации и коммунистических диктатур, означало их возвращение в европейскую семью», но «память о трагическом прошлом и жертвах необходимо поддерживать для того, чтобы осудить преступников и заложить фундамент для примирения, основанного на истине».
В 1989 году Съезд народных депутатов СССР осудил заключение Договора о ненападении между Германией и Советским Союзом и других соглашений, подписанных с нацистской Германией, но, как отмечается в резолюции, в августе 2019 года российские власти отказались взять на себя ответственность за подписание этого Договора и его последствия и в настоящее время продвигают утверждение, что подлинными зачинщиками войны явились Польша, прибалтийские страны и Запад.

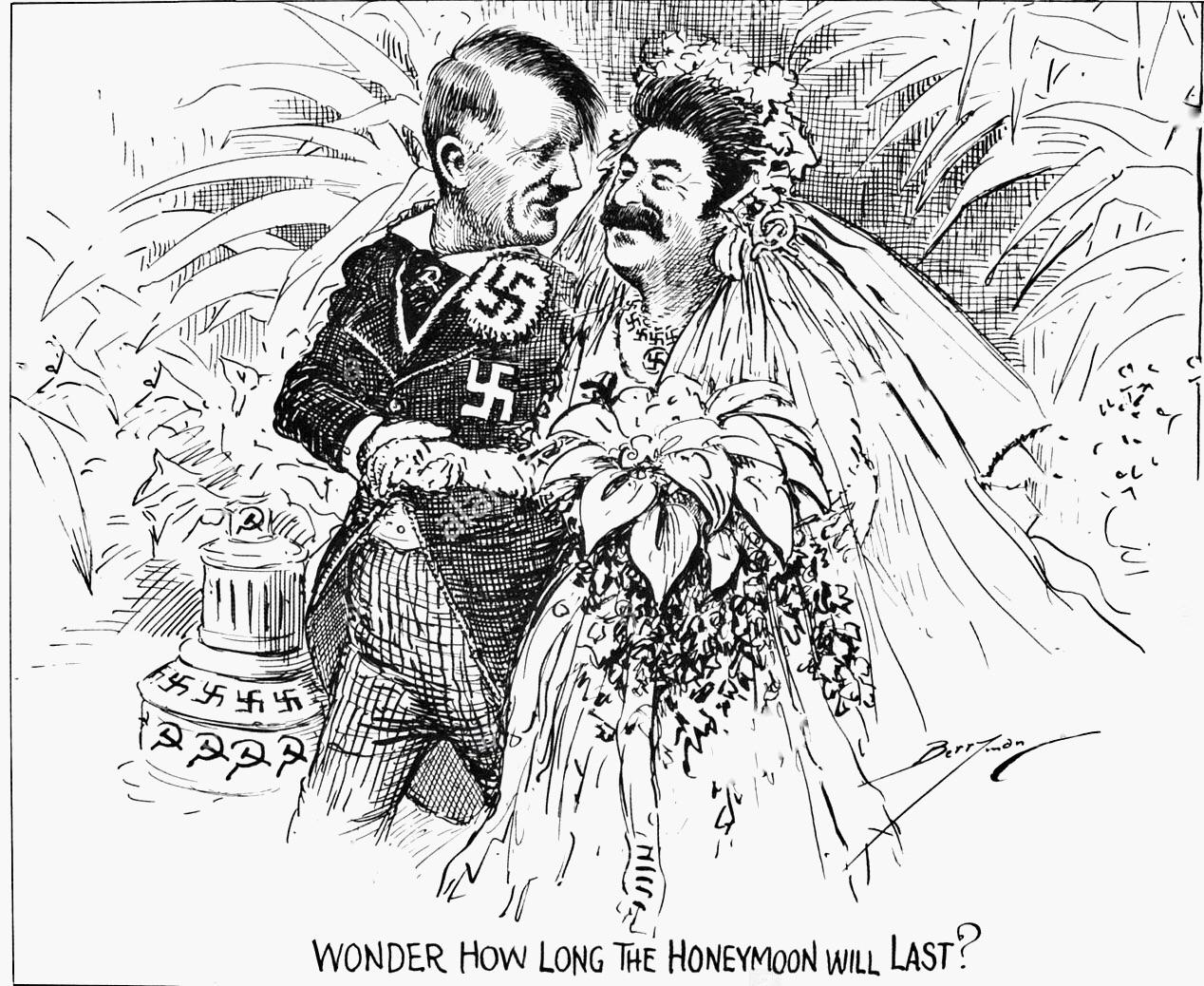
«Интересно, сколько продлится медовый месяц?». Клиффорд Берримен. («The Washington Star», октябрь 1939)

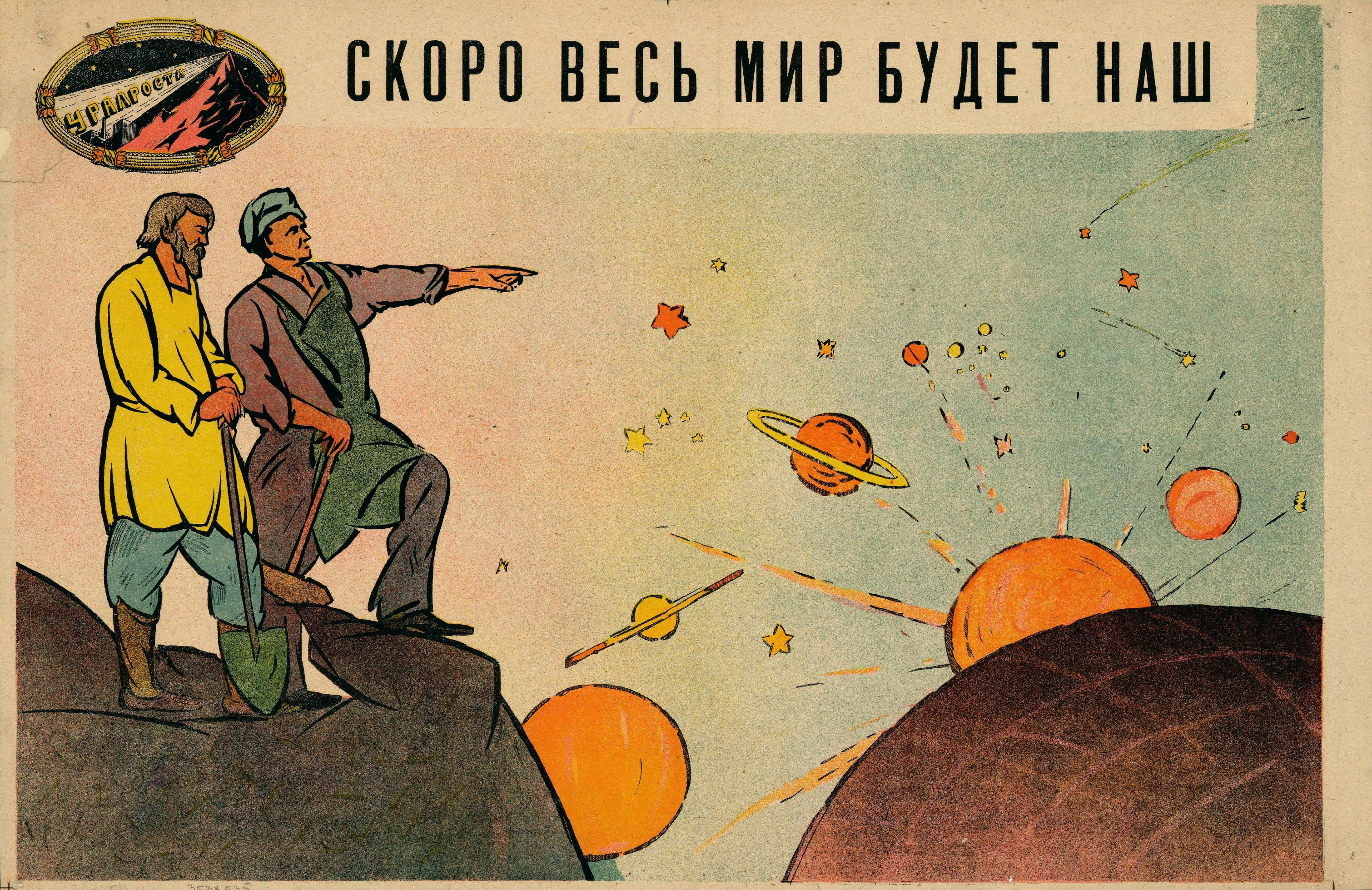
Плакат «Скоро весь мир будет наш». Художник Л. В. Саянский. Екатеринбург, 1920 год

### Содержание
Евродепутаты заявляют, что Вторая мировая война явилась «непосредственным результатом Пакта Молотова — Риббентропа и его секретных протоколов, которыми два тоталитарных режима, имевшие общей целью завоевание всего мира, поделили Европу на зоны влияния».
В резолюции заявляется, что нацистский и коммунистический режимы осуществляли массовые убийства, геноцид и депортации, что привело в XX веке к невиданным в человеческой истории масштабам гибели людей и лишения их свободы. Авторы резолюции подвергли категорическому осуждению «акты агрессии, преступления против человечества и массовые нарушения прав человека, совершённые нацистским, коммунистическим и другими тоталитарными режимами».
Европарламент выразил глубокое уважение всем жертвам тоталитарных режимов и призвал все учреждения и политические силы ЕС приложить усилия к сохранению памяти и судебным расследованиям в отношении преступлений тоталитарных режимов против человечества и систематических тяжких нарушений прав человека. Европарламент призвал государства-члены ЕС осуществить принципиальную оценку преступлений и актов агрессии, совершённых тоталитарными коммунистическими и нацистским режимами, осудил проявления и пропаганду в ЕС тоталитарных идеологий (таких, как нацизм и сталинизм).
Европарламент осудил исторический ревизионизм и героизацию нацистских коллаборационистов, имеющие место в ряде стран ЕС, выразил озабоченность по поводу распространения радикальных идеологий, возрождения фашизма, расизма, ксенофобии и других проявлений нетерпимости в ЕС. В резолюции также была выражена озабоченность по поводу сообщений о негласном сотрудничестве ряда политических лидеров, партий и правоохранительных органов стран ЕС с радикальными движениями расистской и ксенофобской направленности. В резолюции содержится призыв к осуждению и противодействию любым формам отрицания Холокоста, преуменьшения преступлений, совершённых нацистами и их пособниками.

Государственный герб Союза Советских Социалистических Республик до 1991 года

Логотип III Интернационала, международной организации полностью финансируемой руководством СССР, призывающей к мировой революции во всех странах планеты в соответствии с популистским лозунгом «Пролетарии всех стран, соединяйтесь!»

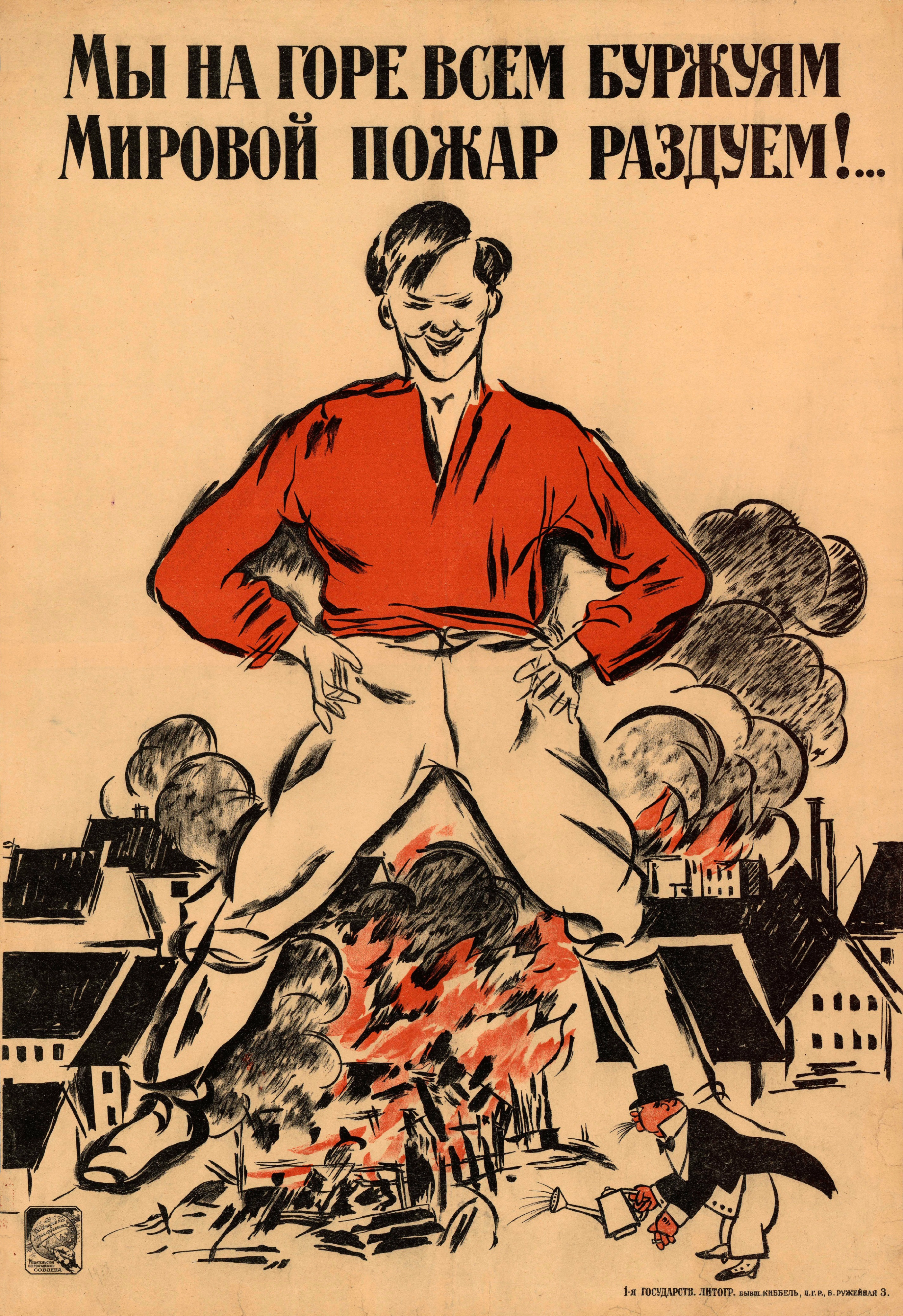
Советский пропагандистский плакат 1918 года, (художник А. Зеленский, слова из поэмы А. Блока «Двенадцать»)

В резолюции предлагается отмечать 23 августа как Европейский день памяти жертв тоталитарных режимов, внести историю и анализ последствий тоталитарных режимов в школьные учебные программы, а также обеспечить перевод материалов Нюрнбергского процесса на национальные языки стран ЕС. Предложено объявить 25 мая, день казни ротмистра Витольда Пилецкого, международным днём героев борьбы против тоталитаризма, а также выделить финансирование на проекты исторической памяти в 2021—2027 годах.
Авторы резолюции назвали Россию «самой большой жертвой коммунистического тоталитаризма», чьё продвижение к демократии, как заявлено в документе, «будет сдерживаться до тех пор, пока правительство, политическая элита и политическая пропаганда продолжат оправдывать коммунистические преступления и прославлять советский тоталитарный режим». Они обвинили российское руководство в «искажении исторических фактов и оправдании преступлений советского тоталитарного режима», расценивая эти действия как часть «информационной войны против демократической Европы с целью расколоть её». Европарламент призвал Еврокомиссию противостоять этим действиям — в частности, запретить использование нацистских и коммунистических символов в публичном пространстве. По убеждению авторов резолюции, сохранение в некоторых странах ЕС памятников и мемориалов (парков, площадей, улиц), прославляющих тоталитарные режимы, способствует «искажению исторической памяти о Второй мировой войне и пропаганде тоталитарной политической системы».

## Оценки
В МИД РФ принятую Европарламентом резолюцию назвали грубой фальсификацией истории и попыткой поставить знак равенства между нацистской Германией и СССР.
Позднее официальная позиция МИД РФ по поводу «пакта Молотова — Риббентропа» была изложена на странице МИД России «ВКонтакте». Согласно этой позиции, подписание пакта было «вынужденным шагом, который позволил Советскому Союзу отсрочить начало войны почти на два года и укрепить обороноспособность страны для борьбы с агрессором», а впоследствии позволил войти в военные действия на «стратегически более выгодных для СССР рубежах, при этом население этих территорий подверглось нацистскому террору на два года позже — тем самым были спасены сотни тысяч жизней», — подчеркнули в МИД.
В декабре 2019 года президент России Владимир Путин посвятил несколько выступлений на международных и российских форумах вопросу об ответственности Запада — и в первую очередь Польши — за начало Второй мировой войны, упомянув при этом резолюцию Европарламента. Путин процитировал архивные документы, свидетельствующие, по его мнению, о роли западноевропейских держав в событиях, предшествовавших началу Второй мировой войны, и напомнил, что Договор о ненападении между Германией и Советским Союзом был самым последним в ряду соглашений, заключённых Германией с другими европейскими странами. Говоря о роли Польши, президент охарактеризовал её крайне негативно, посоветовав нынешнему польскому руководству «принести извинения за то, что происходило раньше».
Истинные причины войны, по мнению российской стороны, кроются в кабальных условиях Версальского мира и последующей политике европейских государств, поощрявшей милитаризацию Германии (англо-германское соглашение 1935 года позволило Германии восстановить военный флот) и её экспансионистские планы (Мюнхенский сговор). Путин подчеркнул, что инкриминируемое России искажение исторических фактов и продвижение тезиса, что «настоящими зачинщиками войны являются Польша, страны Прибалтики и Запад», безосновательно: «Мы никогда не говорили, что кто-то из этих перечисленных стран является зачинщиком». Из представленных документов, по мнению Путина, следует, что планы нападения на Польшу были утверждены в Германии в апреле 1939 года, а отнюдь не в результате Пакта Молотова — Риббентропа.
Депутат ЕП от Чешской республики Иржи Машталка уверен, что резолюция от 19 сентября 2019 года — очередная попытка переписать историю в угоду сегодняшней конъюнктуре и желаниям нечестных политиков. Он возмущён тем, что в документе ни словом не упомянуто о политике «умиротворения агрессора», проявившейся позорным Мюнхенским сговором, открывшим дорогу к оккупации Чехословакии 17 сентября 1938 года

## Польско-российский конфликт по вопросам истории
Реакция российских властей на резолюцию Европарламента привела к конфликту между Польшей и Россией.
В ходе одного из выступлений Путин, комментируя обещания польского посла в Германии Юзефа Липского (1934—1939) поставить памятник Адольфу Гитлеру за план переселения евреев в Африку, назвал его «сволочью» и «антисемитской свиньей». Эти слова Путина, а также общее содержание его выступлений вызвали протесты польской стороны. Посол России был вызван в МИД Польши. Заместитель главы МИД Польши Марчин Пшидач заявил, что Польша «в резкой форме» выразила свои возражения «в связи с ложными историческими утверждениями высокопоставленных российских лиц».. Премьер-министр Польши Матеуш Моравецкий обвинил Путина в искажении истории и попытке реабилитации сталинизма. Моравецкого поддержали послы США и Германии в Польше.
9 января 2020 года Сейм Республики Польша принял резолюцию, в которой обвинил российские власти в «манипулировании историей»:
Сейм Республики Польша осуждает провокационные и неправдивые заявления представителей высших органов власти Российской Федерации, пытающихся обвинить Польшу в развязывании Второй мировой войны.
В резолюции также заявлено, что к началу войны привела политика двух тоталитарных держав — Германии и Советского Союза и заключение пакта Молотова — Риббентропа. 

В этот же день президент Польши Анджей Дуда во время визита в город Кольно, где он посетил мемориал памяти поляков, погибших в боях во время советско-польской войны в 1919—1921 годах, заявил, что Польша продолжит бороться за свою историю:
Мы не позволим вам лгать и искажать нашу историю. Мы всегда будем защищать свое достоинство, это наш святой закон. Даже если нам придется выступить против самого большого противника.
Выступая перед Федеральным собранием 15 января 2020 года, президент Путин заявил, что в России будет создан крупнейший комплекс архивных документов, кино- и фотоматериалов по Второй мировой войне, доступных для всего мира: «Наглому вранью, попыткам переиначить историю мы должны противопоставить факты, — сказал Путин. — Такая работа — долг России как страны-победительницы перед будущими поколениями».
Президент Польши Анджей Дуда отказался ехать на Всемирный форум памяти Холокоста в Иерусалиме, посвящённый 75-й годовщине освобождения Красной армией немецкого лагеря смерти Освенцим на территории оккупированной фашистами Польши, поскольку там должен был выступать Владимир Путин. В Варшаве предполагали, что это выступление вновь будет содержать обвинения в адрес Польши как соучастницы развязывания Второй мировой войны и причастной к Холокосту. В аппарате президента Польши была создана кризисная команда из историков и политологов, которой предстояло в онлайн-режиме опровергать тезисы выступления российского президента. Президент Путин, однако, упомянул польский народ лишь в числе жертв преступного нацистского режима: «Холокост — это целенаправленное уничтожение людей. Но надо помнить, что нацисты готовили такую же участь и многим другим народам: „недочеловеками“ были объявлены и русские, и белорусы, и украинцы, поляки, представители многих других национальностей. Их родная земля должна была служить жизненным пространством для нацистов, обеспечив им сытое существование, а славянским и другим народам была уготовлена участь либо быть уничтоженными, либо стать бесправными рабами без своей культуры, исторической памяти, без языка».
Владимир Путин также коснулся темы пособников нацистов, которые обслуживали фабрики смерти и концлагеря. Отметив, что «память о войне, её уроки и наследие всё чаще становятся объектом политической сиюминутной, текущей конъюнктуры», Путин назвал это недопустимым. Выступление Путина в 2020 году перекликалось с его же речью в Кракове в 2005 году. Тогда он говорил, что «любые попытки переписать историю, пытаясь ставить в один ряд жертв и палачей, освободителей и оккупантов, аморальны и несовместимы с сознанием людей, считающих себя европейцами».
В своём выступлении Путин предложил провести в 2020 году встречу глав государств-основателей и постоянных членов Совета Безопасности ООН: России, Китая, США, Франции и Великобритании — для совместного обсуждения актуальных глобальных проблем. Путин заявил, что на странах-основателях ООН лежит «особая ответственность по сохранению цивилизации» и такая встреча могла бы продемонстрировать верность стран, вместе сражавшихся против нацизма, «духу союзничества и исторической памяти».
Незадолго до форума премьер-министр Польши Матеуш Моравецкий написал в своей статье в «Politico», что «Советский Союз был вовсе не „освободителем“, а пособником нацистской Германии, он к тому же повинен в собственных преступлениях — как до освобождения Освенцима, так и после него». Да и Освенцим, по мнению Моравецкого, мог бы быть освобождён раньше на полгода, но «наступление Красной армии было остановлено», и немцы «получили возможность устраивать марши смерти до 1945 года».
Президент Украины Владимир Зеленский поддержал польское руководство. Выступая на брифинге после встречи с польским президентом Анджеем Дудой во время визита в Варшаву 27 января 2020 года, он заявил: «Польша и польский народ первыми почувствовали на себе сговор тоталитарных режимов. Это привело к началу Второй мировой войны и позволило нацистам запустить смертоносный маховик Холокоста».

### Комментарии
1. ↑  28 февраля 1944 года правительство Чехословакии в изгнании указало, что считает эту дату началом войны с Германией, направив соответствующую ноту правительствам Британии, СССР, США и Китая. Так же оценил политику Англии и Франции и президент страны Эдвард Бенеш на встрече с военными накануне переговоров в Мюнхене. Он же после окончания войны и освобождения Чехословакии убеждал участников Сопротивления и бывших заключённых концлагерей рассказывать о том, что они пережили, чтобы им было что предъявить, когда фашисты начнут свою оправдательную кампанию. «Нигде прошлое не забывается так быстро, как в политике», — напомнил евродепутат слова президента Бенеша, сказанные в 1946 году[15].
2. ↑  См. также Угандийский план — предложение правительства Британии сионистскому движению о создании еврейского государства на территории современной Кении

### Сноски
1. ↑  Europe must remember its past to build its future. Дата обращения: 25 декабря 2019. Архивировано 11 декабря 2019 года.
2. ↑  Кто и зачем «передёргивает» историю Европы. Российская газета. Рамблер/новости (20 декабря 2019). Дата обращения: 25 декабря 2019. Архивировано 25 декабря 2019 года.
3. ↑  Евгений Шестаков. История по понятиям: Европарламент выполнил политический заказ Польши Архивная копия от 23 февраля 2020 на Wayback Machine // Российская газета, 22 сентября 2019 года.
4. ↑  Алексей Макаркин. Локализация истории: почему Владимир Путин возвращается к 1939 году // РБК, 28.12.2019. Дата обращения: 6 января 2020. Архивировано 28 декабря 2019 года.
5. ↑  Москва раскритиковала Европарламент из-за принятия «антисоветской» резолюции. Interfax.ru (20 сентября 2019). Дата обращения: 25 декабря 2019. Архивировано 25 декабря 2019 года.
6. ↑  В РАН отмежевались от обсуждения «пакта Молотова — Риббентропа» в политической плоскости // Интерфакс, 24.09.2019. Дата обращения: 5 января 2020. Архивировано 25 января 2020 года.
7. ↑  Заседание Российского организационного комитета «Победа». 11.12.2019. Дата обращения: 5 января 2020. Архивировано 25 декабря 2019 года.
8. ↑  Большая пресс-конференция Владимира Путина. 19.12.2019. Дата обращения: 5 января 2020. Архивировано 6 января 2020 года.
9. ↑  Неформальный саммит СНГ. Дата обращения: 5 января 2020. Архивировано 25 декабря 2019 года.
10. ↑  Ставка Польше чем жизнь. Как Владимир Путин выступил с новой Мюнхенской речью // Газета «Коммерсантъ» № 236 от 23.12.2019. Дата обращения: 5 января 2020. Архивировано 10 января 2020 года.
11. ↑  Владимир Путин распалялся всё Польше и Польше. Интересно, кто дальше на очереди у президента России в деле восстановления исторической справедливости // Газета «Коммерсантъ» № 238 от 25.12.2019. Дата обращения: 5 января 2020. Архивировано 5 января 2020 года.
12. ↑  Путин трижды за неделю осудил резолюцию Европарламента. Что важно знать // РБК, 24.12.2019. Дата обращения: 5 января 2020. Архивировано 3 января 2020 года.
13. ↑  Путин заявил, что его удивила резолюция ЕП об исторической памяти. РИА Новости (20 декабря 2019). Дата обращения: 25 декабря 2019. Архивировано 25 декабря 2019 года.
14. ↑  Стенограмма выступления Владимира Путина на неформальном саммите СНГ. Российская газета (20 декабря 2019). Дата обращения: 25 декабря 2019. Архивировано 25 декабря 2019 года.
15. 1 2 3  Учёные и политики продолжают разговор, начатый Владимиром Путиным. Российская газета (23 декабря 2019). Дата обращения: 25 декабря 2019. Архивировано 24 декабря 2019 года.
16. ↑  Thomas Grove, Drew Hinshaw. Russia and Poland Feud Over Putin Remarks on World War II Архивная копия от 11 января 2020 на Wayback Machine // Уолл-стрит джорнэл, 11 января 2020 года. (англ.)
17. 1 2  Посол РФ в Варшаве вызван в МИД Польши после слов Путина Архивная копия от 24 мая 2021 на Wayback Machine. Deutsche Welle на русском языке, 28.12.2019.
18. 1 2  Russia-Poland row over start of WW2 escalates Архивная копия от 6 января 2020 на Wayback Machine, BBC, 31.12.2019
19. ↑  «Нельзя путать палачей и жертв». Как Путин и премьер Польши поспорили об истории Архивная копия от 30 декабря 2019 на Wayback Machine. Би-би-си.
20. 1 2  Сейм Польши уравнял ответственность СССР и Германии за начало войны // РБК, 09.01.2020. Дата обращения: 9 января 2020. Архивировано 13 января 2020 года.
21. ↑  Путин анонсировал создание комплекса материалов по Второй мировой войне // РБК, 15.01.2020. Дата обращения: 15 января 2020. Архивировано 15 января 2020 года.
22. ↑  [eadaily.com/ru/news/2020/01/20/rech-putina-v-izraile-varshava-namerena-oprovergat-v-onlayn-rezhime Речь Путина в Израиле Варшава намерена «опровергать» в онлайн-режиме // EurAsia Daily, 20.01.2020]. Дата обращения: 27 января 2020. Архивировано 27 января 2020 года.
23. ↑  [eadaily.com/ru/news/2020/01/23/krizisnyy-shtab-sohranil-dyuzhinu-pampersov-polskie-socseti-o-rechi-putina «Кризисный штаб сохранил дюжину памперсов» — польские соцсети о речи Путина // EurAsia Daily, 23.01.2020]. Дата обращения: 27 января 2020. Архивировано 24 января 2020 года.
24. ↑  Владимир Путин привёз в Иерусалим новую глобальную инициативу // РБК, 23.01.2020. Дата обращения: 29 января 2020. Архивировано 28 января 2020 года.
25. ↑  Путин в Иерусалиме предложил созвать новый саммит пяти государств // РБК, 23.01.2020. Дата обращения: 28 января 2020. Архивировано 28 января 2020 года.
26. ↑  Путин инициировал встречу глав стран — постоянных членов Совбеза ООН. Дата обращения: 28 января 2020. Архивировано 28 января 2020 года.
27. ↑  Mateusz Morawiecki. Moscow’s Holocaust revisionism // Politico, 21.01.2020. Дата обращения: 29 января 2020. Архивировано 27 января 2020 года.
28. ↑  Зеленский поддержал Польшу в споре с Путиным - ВИДЕО (англ.). Без Табу (28 января 2020). Дата обращения: 9 мая 2021. Архивировано 10 мая 2021 года.